# Edwin Birdsong
Edwin Birdsong est un musicien et producteur américain né le 22 août 1941 et mort le 21 janvier 2019 à Los Angeles.

## Biographie
Fils d'un pasteur, il baigne d'abord dans la musique gospel. Il intègre le Los Angeles Community Choir où il rencontre des artistes tels que Billy Preston ou Merry Clayton. Il participe à la guerre du Viêt Nam, puis, après un passage en Allemagne, part pour New York où il est notamment étudiant de la Juilliard School, en classe de composition. Organiste amateur de Jazz, de Blues mais aussi de Fusion, de Funk et de Rock il sort deux albums inspirés par tous ces courants : What It Is (1971) et Supernatural (1973). C'est surtout sa collaboration avec Roy Ayers qui lui apporte un peu de célébrité, avec les chansons Running Away et Freaky Deaky. Méconnu du grand public, Edwin Birdsong a collaboré avec de nombreux artistes tels que Stevie Wonder.

### Reprises
- En 2001, le duo de musique électronique Français Daft Punk utilise « Cola Bottle Baby » comme sample de base pour leur titre « Harder, Better, Faster, Stronger ».

## Discographie
- What It Is (1972, Polydor)
- Supernatural (1973, Polydor)
- Dance of Survival (1975, Bamboo)
- Edwin Birdsong (1979, Philadelphia International)
- Funtaztik (1981, Uni Records, Salsoul)